# 佐久穂インターチェンジ
佐久穂インターチェンジ（さくほインターチェンジ）は、長野県南佐久郡佐久穂町にある中部横断自動車道のインターチェンジ（地域活性化インターチェンジ）である。
建設中の仮称は佐久町インターチェンジ（さくまちインターチェンジ）であった。

## 歴史
- 2016年（平成28年）12月27日：IC名称が「佐久町IC」から「佐久穂IC」に正式決定[1]。
- 2018年（平成30年）
  - 3月18日：八千穂高原IC ｰ 佐久南IC間の開通を祝した「開通記念プレイベント」が開催[2]。
  - 4月28日：八千穂高原IC - 佐久南IC間開通に伴い、供用開始[3][4]。

## 周辺

### 教育・行政
- 佐久穂町役場
- 南佐久北部森林組合
- 佐久穂町図書館
- 佐久穂町立佐久穂小学校
- 佐久穂町立佐久穂中学校
- 佐久穂町立海瀬保育園
- 佐久穂町立栄保育園
- 佐久穂町立八千穂保育園

### 医療・福祉
- 佐久穂町立千曲病院
- 社会福祉法人佐久平福祉会 特別養護老人ホーム 佐久穂愛の郷
- 長野県JA葬祭 アモール花の郷

### レストラン・ショッピング
- 佐久穂町農産物直売所・まちの駅
- ガスト 南佐久店
- モスバーガー 佐久町店
- ローソン 佐久穂高野店
- セブンイレブン 佐久穂町店
- ツルヤ佐久穂店
- デリシアユーパレット 南佐久店
- カインズ 佐久町店

### 金融機関・公的機関
- 八十二銀行 佐久町支店
- 日本郵便 海瀬郵便局

### 公共交通機関
- JR小海線　羽黒下駅、海瀬駅

## 接続する道路

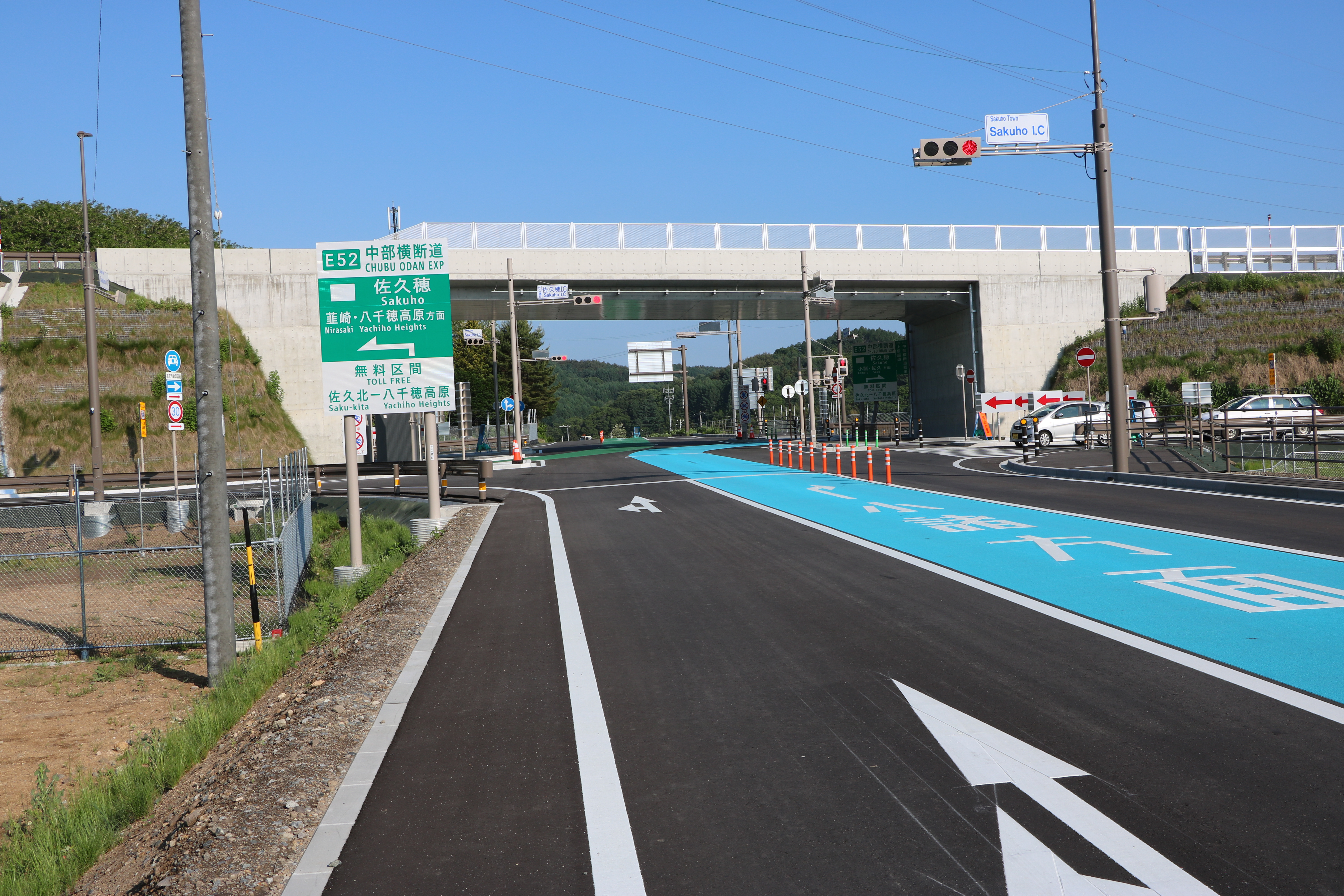
佐久穂町道高野町小山線からの出入口付近

- 直接接続
  - 佐久穂町道高野町小山線
- 間接接続
  - 国道141号（佐久甲州街道）
  - 国道299号 (武州街道)
  - 佐久南部広域農道

## 隣
E52 中部横断自動車道
八千穂高原IC - 佐久穂IC - 佐久臼田IC